# Moscow Chess Open
Международный кубок РГСУ по шахматам (Международный шахматный фестиваль) Moscow Open — ежегодный традиционный фестиваль, включающий в себя несколько шахматных турниров и турнир по сёги (с 2007 по 2018 годы).
Организаторы фестиваля — Российский государственный социальный университет (РГСУ) и Шахматная федерация Москвы, Департамент спорта и туризма при поддержке ФИДЕ и РШФ. Проводится ежегодно в конце января — начале февраля, начиная с 2005 года.
За годы проведения число участников фестиваля увеличилось во много раз и достигло 1700 человек. Фестиваль включает в себя турниры по шахматам для профессионалов и любителей, а также турнир для детей, ветеранов и турнир среди слепых и слабовидящих. Со временем в турнир вошли соревнования для решателей шахматных композиций и турнир по сёги, особое место в программе фестиваля занимают Кубки РГСУ среди студентов и студенток — гроссмейстеров.

## Победители Moscow Chess Open
2023 год:
- XIX международный шахматный форум «Мoscow Open-2023» проводится с 17 по 23 июля[2]. Участвуют спортсмены из 9 Федераций (8 стран и FID)

2020 год:
- Сергей Лобанов — международный мастер, Россия (основной турнир)
- Юлия Осьмак — международный мастер, Украина (среди женщин)
- Хосе Эдуардо Мартинес Алькантара — международный гроссмейстер, Перу (блиц)
- Виктор Иванов — международный мастер, Россия (среди ветеранов)
- Лариса Хропова — мастер ФИДЕ среди женщин, Россия (среди женщин-ветеранов)

2019 год:
- Борис Савченко — международный гроссмейстер, Россия (основной турнир)
- Анастасия Боднарук — международный мастер, Россия (среди женщин)
- Жамсаран Цыдыпов — международный мастер, Россия (блиц)
- Евгений Калегин — международный мастер, Россия (среди ветеранов)
- Елена Фаталибекова — международный гроссмейстер среди женщин, Россия (среди женщин-ветеранов)

2018 год:
- Семён Ломасов — международный мастер, Россия (основной турнир)
- Анастасия Боднарук — международный мастер, Россия (среди женщин)
- Григорий Опарин — международный гроссмейстер, Россия (блиц)
- Евгений Драгомарецкий — международный мастер, Россия (среди ветеранов)
- Галина Струтинская — международный гроссмейстер среди женщин, Россия (среди женщин-ветеранов)

2017 год:
- Дмитрий Гордиевский — международный мастер, Россия (основной турнир)
- Оксана Грицаева — мастер ФИДЕ среди женщин, Россия (среди женщин)
- Владислав Артемьев — международный гроссмейстер, Россия (блиц)
- Евгений Свешников — международный гроссмейстер, Россия (среди ветеранов)

2016 год:
- Юрий Елисеев — международный гроссмейстер, Россия
- Анастасия Боднарук — международный мастер, Россия
- Владислав Артемьев — международный гроссмейстер, Россия
- Владимир Качар — Россия

2015 год:
- Эрнесто Инаркиев — международный гроссмейстер, Россия
- Лэй Тинцзе — международный гроссмейстер среди женщин, Китая
- Самвел Тер-Саакян — международный гроссмейстер, Армения
- Ирине Харисма Сукандар — международный мастер, Индонезия
- Евгений Драгомарецкий — международный мастер, Россия

2014 год:
- Александр Моисеенко — международный гроссмейстер, Украина
- Максим Матлаков — международный гроссмейстер, Россия
- Ольга Гиря — международный гроссмейстер среди женщин, Россия
- Артем Садовский — мастер спорта, Россия
- Юрий Балашов — международный гроссмейстер, Россия
- Владислав Артемьев — международный гроссмейстер, Россия
- Мери Арабидзе — международный гроссмейстер среди женщин, Грузия

2013 год:
- Юрий Елисеев — международный гроссмейстер, Россия
- Анастасия Савина — международный мастер, Россия
- Борис Савченко — международный гроссмейстер, Россия
- Марина Романько — международный мастер, Россия
- Никита Хорошилов — международный гроссмейстер, Россия
- Евгений Свешников — международный гроссмейстер, Латвия
- Георгий Евсеев — международный гроссмейстер, Россия

2012 год:
- Ярослав Жеребух — международный гроссмейстер, Украина
- Нино Бациашвили — международный гроссмейстер среди женщин, Грузия
- Игорь Лысый — международный гроссмейстер, Россия
- Марина Романько — международный мастер, Россия

2011 год:
- Борис Грачёв — международный гроссмейстер, Россия
- Александра Костенюк — международный гроссмейстер, Россия
- Владимир Белоус — Россия
- Дарья Чарочкина — международный гроссмейстер среди женщин, Россия

2010 год:
- Константин Чернышов — международный гроссмейстер, Россия
- Нази Паикидзе — международный гроссмейстер среди женщин, Грузия

2009 год:
- Александр Онищук — международный гроссмейстер, США
- Наталья Погонина — международный гроссмейстер среди женщин, Россия

2008 год:
- Артем Тимофеев — международный гроссмейстер, Россия
- Анна Музычук — международный мастер, Словения

2007 год:
- Евгений Наер — международный гроссмейстер, Россия

2006 год:
- Александр Ластин — международный гроссмейстер, Россия

2005 год:
- Фаррух Амонатов — международный гроссмейстер, Таджикистан